# Imperturbatia violescens
Imperturbatia violescens е вид коремоного от семейство Streptaxidae.

## Разпространение
Видът е разпространен в Сейшели.